# 柱形五邊形鑲嵌
在幾何學中，柱形五邊形鑲嵌是一種平面鑲嵌，其為半正鑲嵌異扭稜正方形鑲嵌的對偶鑲嵌，密鋪於歐氏平面，是15種已知的等面五邊形鑲嵌之一。
康威稱柱形五邊形鑲嵌為iso(4-)pentille，因為它五邊形以四階拼合但又與實際上的四階不太相同，因此以iso（異）稱呼。
此鑲嵌由一種五邊形獨立密鋪，該五邊形具有三個120度角和二個90度角，可以看作是由正方形和一個120度的鈍角等腰三角形，也可以視為退化的二角錐柱，因此稱為柱形五邊形鑲嵌。